# آنا رينولدز (مغنية أوبرا)
آنا رينولدز (بالإنجليزية: Anna Reynolds)‏ هي مغنية أوبرا بريطانية، ولدت في 4 أكتوبر 1931 في كانتربيري في المملكة المتحدة، وتوفيت في 24 فبراير 2014 في Kasendorf ‏ في ألمانيا بسبب مرض.

## وصلات خارجية
- آنا رينولدز على موقع ميوزك برينز (الإنجليزية)
- آنا رينولدز على موقع أول ميوزيك (الإنجليزية)
- آنا رينولدز على موقع ديسكوغز (الإنجليزية)